# 井上达夫
井上达夫（1954年7月30日—），日本法学家，专攻法哲学，生于大阪府。东京大学名誉教授。碧海純一的徒弟。 他毕业于东京大学法学部。井上是当代日本最伟大的自由主义法律哲学理论家之一。

## 思想

### 宪法
井上从社会正义的角度对日本的护宪派（左派）和修正派（右派）都进行了激烈的批评，并呼吁以立宪派的方式来运作宪法。

### 对中国的看法
井上指出，许多日本人没有充分认识到在中国犯下的战争罪行的严重性。 然而，他对中国共产党持批评态度。